# Química teórica

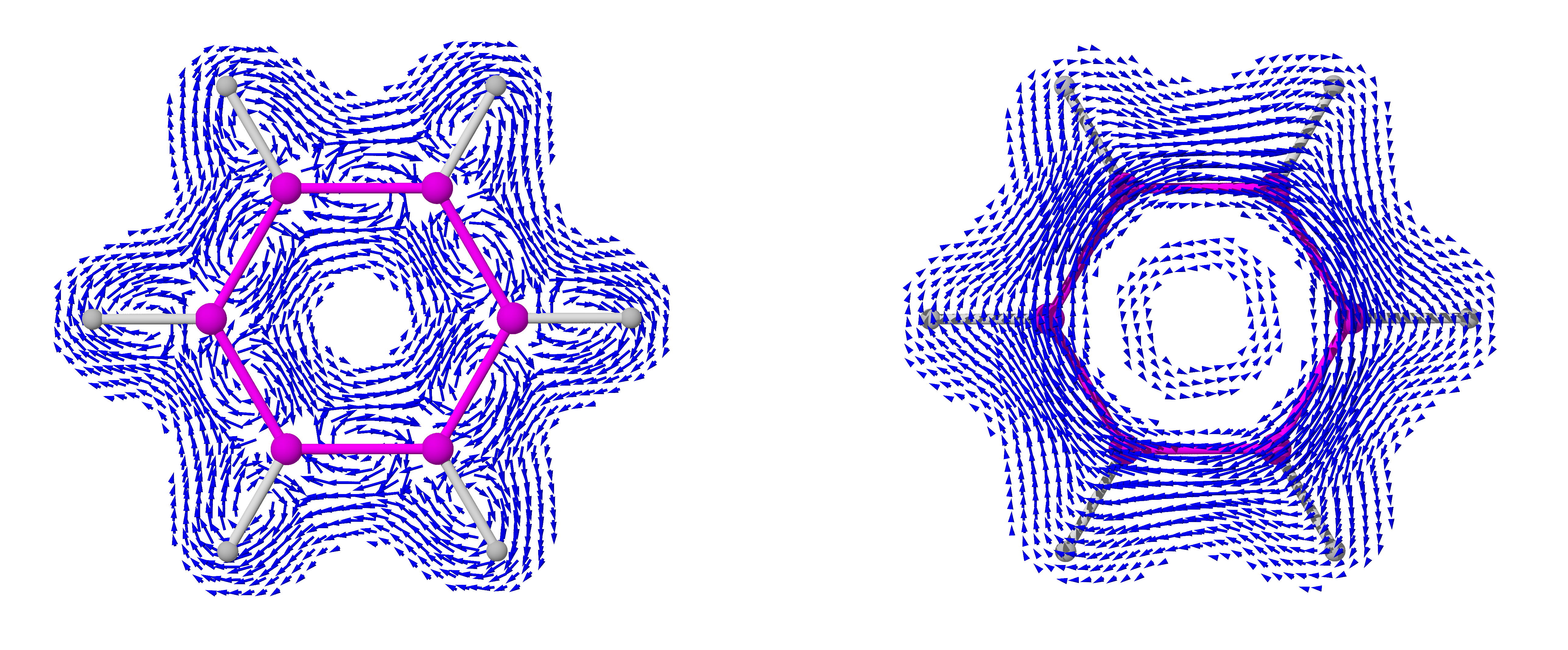
Las corrientes anulares de benceno son un fenómeno que se produce en sistemas de reacción química donde el benceno, un compuesto orgánico aromático, circula en forma de anillos o corrientes cerradas. Estas corrientes anulares se forman en procesos químicos específicos, como la producción de polímeros o la síntesis de compuestos químicos.
En la producción de polímeros, como el poliestireno o el polipropileno, se utilizan reactores en los que el benceno circula en una corriente cerrada. El benceno se introduce en el reactor y se somete a una serie de reacciones químicas para formar el polímero deseado. Después de la reacción, el benceno se recupera y se recircula nuevamente en el sistema para participar en la siguiente etapa de la reacción. Este proceso de recirculación en forma de corrientes anulares permite un uso más eficiente del benceno y optimiza la producción del polímero.
La formación de corrientes anulares de benceno también puede estar presente en otros procesos químicos, como la síntesis de compuestos químicos aromáticos o la producción de productos químicos a partir del benceno. En estos casos, el benceno puede circular en un sistema cerrado, pasando por diferentes etapas de reacción y recuperación, lo que permite una mayor eficiencia y aprovechamiento del compuesto.
Es importante mencionar que las corrientes anulares de benceno requieren un diseño cuidadoso del sistema de reacción, incluyendo la selección de los materiales y equipos adecuados, así como un control preciso de las condiciones de temperatura y presión. Esto es necesario para garantizar la seguridad y la eficiencia del proceso, así como para evitar cualquier posible fuga o contaminación del benceno.

La química teórica es un complemento de la química experimental para explicar los cambios que sufre la materia ante una reacción química. Una diferencia importante entre la química teórica y la química experimental es que la química teórica se desarrolla a través de métodos matemáticos y computacionales usando conceptos de la física. Una parte de esta disciplina se encarga de estudiar la estructura electrónica de átomos, moléculas o sistemas cristalinos a nivel molecular a través de la función de onda o a través de la teoría del funcional de la densidad.
Debido a la complejidad de obtener con precisión a la función de onda a través de la ecuación de Schrödinger, se tienen varios niveles de aproximación a la función de onda. Muchas de las aproximaciones como el método de Hartree-Fock, interacción de configuraciones, o multiconfiguraciones se basan en el método variacional. También son usados los métodos basados en la teoría de perturbaciones o cúmulos acoplados. Para sistemas moleculares de gran tamaño se aplican los métodos semiempíricos que han tenido auge en años recientes.
La mecánica molecular forma parte de la química teórica, pero en este caso no se tiene el detalle del comportamiento de los electrones en sistemas moleculares, a cambio la interacción entre los átomos se toma en cuenta a través de potenciales modelo, también conocidos como campos de fuerza. La ventaja de este método sobre los métodos de estructura electrónica se basa en el gran número de moléculas que puede considerar, lo cual permite realizar dinámicas moleculares con grandes intervalos de tiempo.
Es importante mencionar que la mecánica estadística es crucial dentro de los métodos teóricos ya que permite predecir efectos térmicos o valores promedio con el tiempo, los cuales son determinantes para el estudio de una reacción química.

## Ramas de la química teórica
Química cuánticaLa aplicación de mecánica cuántica a la química.
Química computacionalLa aplicación de código fuente a la química.
Modelado molecularMétodos para modelar estructuras moleculares sin recurrir necesariamente a la mecánica cuántica. Por ejemplo: enlazado molecular, enlazado proteína-proteína, diseño de fármacos, química combinatoria.
Dinámica molecularLa aplicación de mecánica clásica para simular el movimiento del centro de una formación de átomos y moléculas.
Mecánica molecularEs el modelado de las interacciones de superficie de energía potencial intra e intermoleculares por medio de una suma de fuerzas de interacción.
Química matemáticaLa discusión y predicción de la estructura molecular usando métodos matemáticos sin recurrir necesariamente a la mecánica cuántica.
Cinética química teóricaEl estudio teórico de los sistemas dinámicos asociados a químicos reactivos y sus correspondientes ecuaciones diferenciales.

## Disciplinas altamente relacionadas
Históricamente, el mayor campo de aplicación de la química teórica ha sido en los siguientes campos de investigación:
- Física atómica: La disciplina que trata con los electrones y el núcleo atómico.
- Física molecular: La disciplina abocada a los electrones que rodean el núcleo molecular,